# The Problem Solverz
The Problem Solverz es una serie animada estadounidense creada por Ben Jones, que se transmitió por Cartoon Network. sigue a Alfe, Roba y Horace, un grupo de detectives en su atribulada ciudad, Farboro.
Los personajes antes mencionados fueron diseñados mientras Jones asistía a la universidad en la década de 1990; Más tarde fundó el colectivo artístico Paper Rad con Jessica y Jacob Ciocci. Los personajes aparecieron en las animaciones y cómics de Jones y del colectivo antes de que el creador lanzara un piloto a Adult Swim con el trío. Los ejecutivos de la red remitieron a Jones a Cartoon Network, quien encargó una serie con los mismos personajes. La serie fue producida en Adobe Flash, con alrededor de quince animadores empleados en Cartoon Network Studios y la coproducción de Mirari Films.
The Problem Solverz se emitió por primera vez el 4 de abril de 2011. La primera temporada consistió en dieciocho episodios, que concluyeron el 29 de septiembre de 2011. Una segunda y última temporada se lanzó exclusivamente en Netflix en 2013.

## Trama
La serie sigue a los detectives epónimos Alfe (Ben Jones), Roba (también Jones) y Horace (Kyle Kaplan). El trío se dedica a resolver, y a veces crear, los numerosos problemas que afectan a su ciudad, Farboro. En su ayuda está Tux Dog (John DiMaggio), un perro extremadamente rico que ayuda a Solverz en algunos de sus casos, pero que con frecuencia es la fuente de sus problemas.
Alfe (pronunciado Alfé) es un oso hormiguero grande, esponjoso, hombre-perro encontrado y criado por Horace cuando ambos eran jóvenes. Le encanta devorar grandes cantidades de comida, especialmente pizza, y actúa impulsivamente durante las misiones. Roba, el hermano gemelo y ciborg de Horace, es el miembro más inteligente del grupo, pero sufre de inseguridad y ansiedad. Horace es el líder tranquilo y sereno del equipo, por lo general aplica el sentido común con su trabajo de detective y se preocupa por Alfe.

## Desarrollo

### Concepción
Al crecer en Pittsburgh, el creador Ben Jones apreciaba los cómics y la animación. La computadora Macintosh de su padre sirvió como vehículo para que Jones creara arte e influyó en su estilo visual posterior. Jones asistió al Colegio de Arte y Diseño de Massachusetts a mediados de la década de 1990, donde se sintió motivado para lanzar un proyecto que podía adaptar a diferentes medios. Este ímpetu se manifestó en los personajes Alfe, Horace y Roba. Tux Dog, otro personaje principal, fue diseñado mientras Jones estaba en la escuela primaria. Después de su graduación, Jones formó el colectivo de arte. Paper Rad con Jessica y Jacob Ciocci en 2000. El colectivo se mudó ese año a Providence, Rhode Island, para participar en el local de música Fort Thunder. Después del cierre del lugar en 2001, Jones lanzó animaciones en la Web usando Adobe Flash, algunas con Alfe.
Paper Rad luego produjo animaciones con la premisa de The Problem Solverz pero con los tres personajes principales ausentes. El lanzamiento del colectivo en 2006 directo a DVD Trash Talking presenta un segmento llamado "Gone Cabin Carzy" en el que aparecen Alfe, Horace y Roba. En conjunto con estos experimentos, Jones trabajó como animador de televisión en Yo Gabba Gabba y Wonder Showzen. El año del lanzamiento del DVD, Jones habló con Nick Weidenfeld, entonces productor ejecutivo de Adult Swim, sobre una idea para una serie propia. El resultado fue Neon Knome, un piloto producido por PFFR Productions y Williams Street, lanzado en el sitio web de Adult Swim como parte de un concurso de desarrollo patrocinado por Burger King. Los ejecutivos de la red luego remitieron a Jones a Cartoon Network, creyendo que su creatividad encajaría mejor allí. Jones acordó hacer negocios con Cartoon Network con la condición de que Alfe sea un personaje de The Problem Solverz.

### Producción
Eric Pringle, un veterano de la animación digital 2D, fue empleado como director de animación, brindándole a Jones mucha asistencia técnica. Los colegas de Pringle de Foster's Home for Imaginary Friends, otra producción de Cartoon Network, comprendieron un equipo de alrededor de quince animadores a tiempo completo en el estudio de la red, todos trabajando en computadoras Apple. Greg Miller fue contratado como director supervisor, Martin Cendreda como director técnico y John Pham con Jon Vermilyea como diseñadores de personajes. Miller es el creador de Jones el Robot, otra serie en la red. Vermilyea trabajó también como diseñadora de personajes en la serie Adventure Time de la red, mientras que Cendreda, Pham y Jones contribuyeron al cómic antológico Kramers Ergot. Michael Yank trabajó como escritor para la mayoría de los episodios, con el CEO de Mirari Films, Eric Kaplan, supervisando la creación de guiones.
La serie se destacó por su estilo visual que emplea colores muy saturados y formas variadas. Jones se inspiró en la serie animada limitada Roger Ramjet y The Rocky and Bullwinkle Show, que consideraba que empleaba un buen diseño de personajes, cohesión, bromas y sincronización. Él atribuye a The Problem Solverz como el primer uso continuo de Flash para animación televisiva, con conceptualización y el resultado final que ocurre en el mismo programa. La escritura fue el aspecto más largo de la producción, ya que el equipo tardó varios meses en concebir la historia y redactar un guion. La animación fue comparativamente más rápida, con el equipo entregando trabajo en solo unas pocas semanas dado el enfoque digital; Jones sintió que los animadores podían jugar con las fortalezas del proceso de animación totalmente digital.

## Lanzamiento
The Problem Solverz se emitió por primera vez el 4 de abril de 2011 en Cartoon Network. El estreno fue visto por 1.1 millones de espectadores, recibiendo una calificación de Nielsen de 0.8, en ese 0.8 por ciento de las familias con un televisor vieron el episodio en esa fecha. El episodio más visto de la serie ("The Mayan Ice Cream Caper") fue visto por 1,6 millones de espectadores. La audiencia cayó con el primer episodio emitido el jueves ("Hamburger Cavez"), que fue visto por 1,1 millones de espectadores. La primera temporada concluyó el 29 de septiembre de 2011, después de dieciocho episodios. Una segunda temporada que consta de ocho episodios se lanzó exclusivamente en Netflix en 2013.

## Recepción
La crítica de la serie se dirigió al estilo visual y la escritura. Rob Owen, que escribió para el Pittsburgh Post-Gazette, llamó al estilo que recuerda a los videojuegos Atari 5200 y escribió que los espectadores podrían "agradecer" o "culpar" a Jones por su creación. Para la revista Variety, Brian Lowry descartó la serie como poco interesante y desafiante de ver, las imágenes y los sonidos son raros por el bien de la rareza. Emily Ashby de Common Sense Media definió la serie como equivocada, sus historias como poco desarrolladas y su estilo visual como poco atractivo. La coartada semanal Devin D. O'Leary reconoció el estilo como el de Paper Rad y encontró que la escritura era más sólida que la de la programación de Adult Swim para la cual podría confundirse. Los chistes no fueron instantáneamente divertidos según O'Leary, pero el estilo visual combinado con la escritura proporcionaría diversión a los fanáticos existentes de Paper Rad.
Las publicaciones relacionadas con el arte, por otro lado, elogiaron la creatividad de Jones. Dan Nadel, un exeditor de Jones, elogió la serie en The Comics Journal por la imaginación mostrada, "divertida, humana e invaluable" al mismo tiempo. El escritor de Paper, Sammy Harkham llamó a The Problem Solverz "radical" y, a diferencia de cualquier otra serie de televisión. La escritora de Geek Exchange, Liz Ohanesian, llamó a la segunda temporada más "moderada" que la primera, permitiendo a los espectadores concentrarse en las relaciones del personaje principal. Comparó la serie con la banda Anamanaguchi, ya que su estilo único y polarizador hace que los fanáticos de la serie sean difíciles de encontrar.